# Platymetopius forsteri
Platymetopius forsteri är en insektsart som beskrevs av Dlabola 1964. Platymetopius forsteri ingår i släktet Platymetopius och familjen dvärgstritar. Inga underarter finns listade i Catalogue of Life.